# Agnes E. Wells
Pour les articles homonymes, voir Wells.
Agnes Ermina Wells, née le 4 janvier 1876 à Saginaw, Michigan - morte le 6 juillet 1959, est une éducatrice américaine et une militante du mouvement pour l'égalité des droits des femmes aux États-Unis. Elle est doyenne de l'université de l'Indiana et y était professeure de mathématiques et d'astronomie.

## Biographie
Agnes Wells fréquente le lycée Arthur Hill et elle passe ensuite un an à la Saginaw County Training School for Teachers (école de formation du comté de Saginaw pour les enseignants) et une autre à Dresde, en Allemagne, où elle étudie la langue et la musique allemandes. Elle étudie au Bryn Mawr College avant de passer à l'université du Michigan, où elle étudie les mathématiques et obtient son diplôme en 1903. En 1916, elle obtient sa maîtrise ès arts du Carleton College (Minnesota), où son domaine d'études est l'astronomie. Après avoir terminé sa thèse, A Study of the Relative Proper Motions and Radial Velocities of Stars in the Pleiades Group, elle reçoit son doctorat en astronomie de l'université du Michigan en 1924.
Agnes Wells travaille d'abord comme éducatrice à Crystal Falls dans la Péninsule supérieure du Michigan, où elle est directrice d'école secondaire pour l'année scolaire 1904 à 1905,. Elle travaille ensuite à Duluth High School (Minnesota) en tant que professeur de mathématiques. De 1907 à 1914, elle est chef du département de mathématiques. Tout en travaillant sur sa maîtrise, elle est instructrice au Carleton College.
En 1917, elle est membre du corps professoral et pendant les étés, elle est doyenne des femmes à l'université du Michigan à Ann Arbor. À la résidence Helen Newberry, elle est la directrice sociale. Elle va ensuite à l'université de l'Indiana et enseigne les mathématiques et est doyenne à partir de 1919,. Agnes Wells fournit des conseils aux étudiantes et les aident à se loger, tout en étant créditée de l'établissement du système de dortoir à l'école. En 1924, elle devient membre de l'Académie des sciences de l'Indiana (en) et cette année-là commence également à donner des cours d'astronomie. Elle prend sa retraite en tant que doyenne en 1938, et elle enseigne les mathématiques et l'astronomie à l'université jusqu'en 1944. Le Agnes E. Wells quadrangle de l'université de l'Indiana comprend quatre bâtiments : Morrison Hall, Sycamore Hall, Memorial Hall et Goodbody Hall, tous construits entre 1925 et 1940,.
Pour l'Association américaine des femmes diplômées des universités, elle crée un fonds de bourses d'un montant de 1 million de dollars.
Agnes Wells est active dans de nombreux clubs et organisations. Elle aide à fonder des chapitres du Mortar Board (en) pour senior women à l'université du Michigan et à l'université de l'Indiana. Elle est membre de l'American Association of Deans of Women (en), de la Michigan State Society, de la National Education Association, des Filles de la Révolution américaine et de Phi Beta Kappa.

## Droits des femmes
Elle est membre du National Woman's Party et en est devenue la présidente en 1949. L'organisation œuvre pour le droit des femmes à voter via le Dix-neuvième amendement de la Constitution des États-Unis et pour l'Equal Rights Amendment, pour lequel Agnes Wells a débattu au subcommittee on Constitutional Amendments of Congress en 1945.

## Vie privée
Elle vit avec une femme nommée Lydia Woodbridge, professeur à l'université de l'Indiana, qui est identifiée comme partenaire de Wells à Bloomington, Indiana,. Lydia Woodbridge est doyenne adjointe et professeure de français. Lorsque Agnes Wells prend sa retraite en tant que doyenne, Lydia Woodbridge quitte également son poste de doyenne adjointe et consacre ses efforts à l'enseignement du français. Lydia Woodbridge est décédée le 28 juillet 1946 à Bloomington à l'âge de 70 ans. Peu de temps après sa mort, Agnes Wells écrit dans une lettre à Anita Pollitzer (en), une connaissance du National Woman's Party, que « her friend of 41 years and house-companion for 28 years » venait de mourir.
Dans ses dernières années, elle vit avec sa sœur Florence Wells à Saginaw. Elle y est décédée le 7 juillet 1959. En 1971, elle est intronisée au Saginaw Hall of Fame.